# Gustaf Sparre (talman)

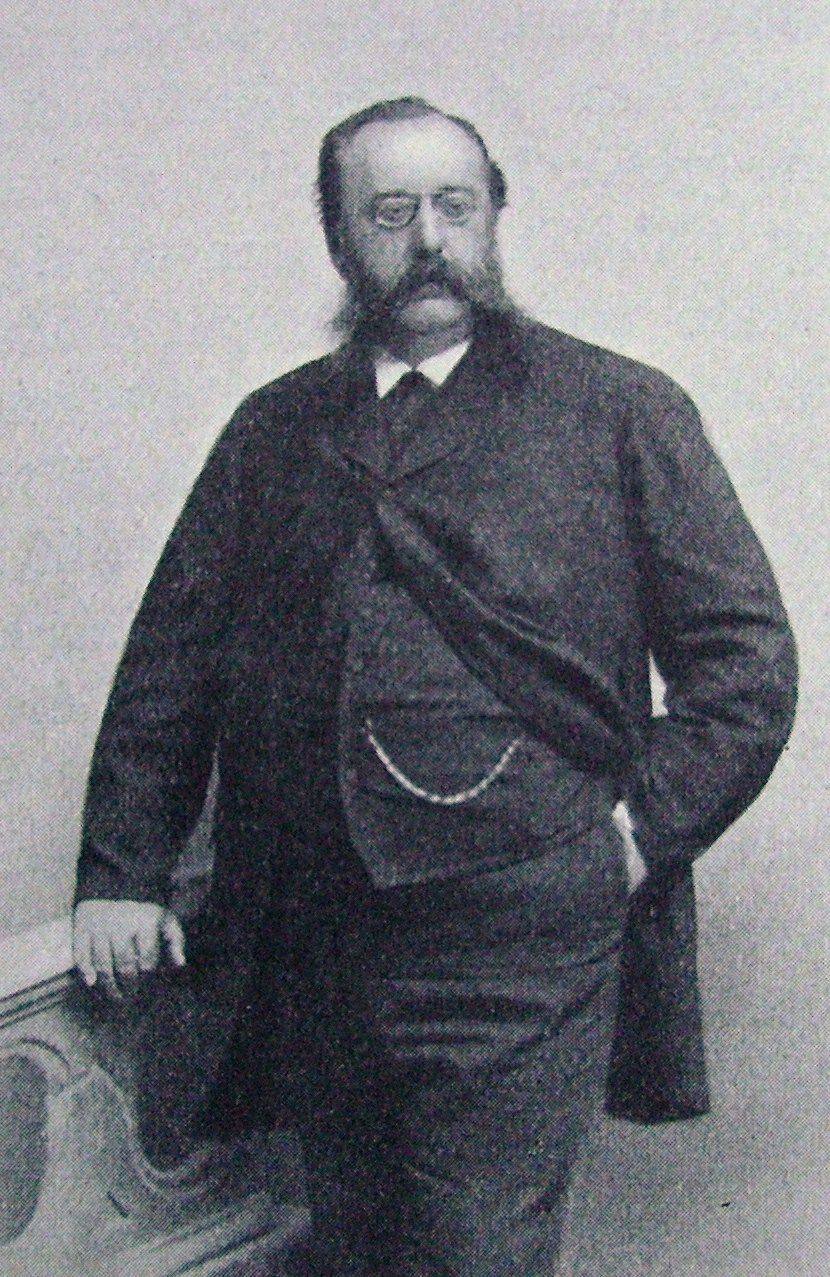
Gustaf Sparre.

Nils Gustaf Alexander Sparre af Söfdeborg (i riksdagen kallad Sparre i Almnäs, senare Sparre i Stockholm och Sparre i Mariedal), född 31 maj 1834 i Fågelås församling, Skaraborgs län, död 4 september 1914 i Ova församling, Skaraborgs län, var en svensk greve, politiker, godsägare och kammarherre. Han var vice talman 1891–1895 och talman 1896–1908 i första kammaren.
Sparre var i riksdagen ledamot av Ridderskapet och adeln 1862–1863 samt 1865–1866, han var ledamot av första kammaren 1870–1888 och 1888–1908. Sparre var ordförande i riksdagens statsutskott under åren 1883–1895. Under sin tid som riksdagspolitiker erhöll han flera gånger erbjudande av Oscar II att bli regeringschef, främst efter Boströms avgång 1900, men han avböjde samtliga anbud.

## Uppväxt
Sparre föddes som son till överstekammarjunkaren och majoren greve Alexis Sparre och dennes hustru Sofie Anker, som hade varit hovfröken före sitt giftermål. Han övertog 1861 skötseln av sitt fädernegods Almnäs i Norra Fågelås söder om Hjo till 1886, då han sålde det till Oscar Dickson. Han köpte två år senare Mariedal i Ova.
Efter studier vid Karlbergs krigsakademi blev han underlöjtnant vid livgardet till häst 1852. År 1855 befordrades han till löjtnant och 1859 till ryttmästare. 1861 begärde han avsked från regementet. Han deltog i ståndsriksdagarna 1862–1863 samt 1865–1866. Han var också verksam vid hovet som kammarherre och tjänstgjorde hos drottning Lovisa.

## Politisk karriär
Sparre deltog i landstingspolitiken i Skaraborgs län 1863–1871, 1876–1883 samt 1897–1900. Landstinget, som utsåg ledamöter till första kammaren i Skaraborgs läns valkrets, valde 1871 in Sparre i riksdagen. Han blev bland annat ledamot i bevillningsutskottet (den tidens skatteutskott) men fann sin naturliga hemvist i statsutskottet vars vice ordförande han var 1881–1882 och ordförande 1883–1895.
Som riksdagsman deltog han i viktiga politiska skatte- och försvarskommittéer. Skattefrågan som också var en försvarsfråga eftersom indelningsverket finansierades av lantbrukarna som betalade grundskatterna som var den tidens stående jordskatter. Eftersom lantmannapartiet vägrade acceptera utvidgad värnplikt utan avskrivning av grundskatterna var de politiska stridslinjerna fastlåsta. Sparre var en av de ledamöter av första kammaren som sökte samförstånd med bönderna vilket ledde till kompromissen 1873 som sedan tog omkring 20 år att fullfölja. Han röstade mot regeringen De Geers försiktiga värnpliktsförslag men stödde Arvid Posses strävanden i samma riktning. Regeringen Posse föll dock på Lantmannapartiets bristande stöd. Under statsminister Robert Themptander var Sparre en av regeringens främsta talesman och försvarare gentemot regeringschefens kritiker.
På grund av sitt stöd till frihandelns idéer avpolletterade Skaraborgs läns landsting honom under tullstridens mest hårda skede. Han återvaldes dock till första kammaren av Västernorrlands län eftersom bostadsband inte krävdes. Han valdes till första kammarens vice talman i mars 1891 och innehade posten till 1895. Han blev kammarens talman och serafimerriddare 1896. När E. G. Boström blev regeringschef blev Sparre på grund av sin vänskap med Boström en av rikspolitikens främste försvarare och understödjare. På grund av detta stannade han kvar som talman längre än beräknat. Som talman var han allmänt respekterat på grund av sin medlande hållning mot olika politiska hållningar inom riksdagen. Han försvarade första kammaren mot "vänsterns klasshat" och var orolig över socialisterna. Han höll en kritisk hållning mot unionshöken Oscar Alin som han betecknade som en "fanatiker".
Efter Boströms avgångar 1900 och 1905 som regeringschef blev Sparre tillfrågad om han ville bli statsminister men avböjde bägge gångerna. Efter 1905 var hans politiska karriär i princip över och han lämnade riksdagen 1908.

## Utmärkelser

### Svenska utmärkelser
- Riddare och kommendör av Kungl. Maj:ts Orden (Serafimerorden), 21 januari 1896.[6]
- Kommendör av första klassen av Nordstjärneorden, 1 december 1885.[6]
- Riddare av Nordstjärneorden, 18 november 1873.[6]
- Kommendör med stora korset av Vasaorden, 1 december 1889.[6]
- Kommendör av första klassen av Vasaorden, 1 december 1880.[6]

### Utländska utmärkelser
- Officer av Belgiska Leopoldsorden, 26 februari 1876.[6]
- Riddare av Franska Hederslegionen, 22 januari 1856.[6]
- Riddare av Norska Sankt Olavs orden, 16 augusti 1862.[6]
- Riddare av Preussiska Röda örns orden, 6 februari 1861.[6]